# Monogyne
Le terme monogyne est un qualificatif qui désigne une colonie d'animaux sociaux (abeilles, guêpes, fourmis, termites, rats-taupes nus) où n'existe qu'une seule femelle reproductrice, appelée reine. 
Le terme « monogyne » provient des mots grecs μόνος (mónos) « seul » et  γυνή (gunḗ) « femme ».